# St. Anna (Neuberg an der Mürz)

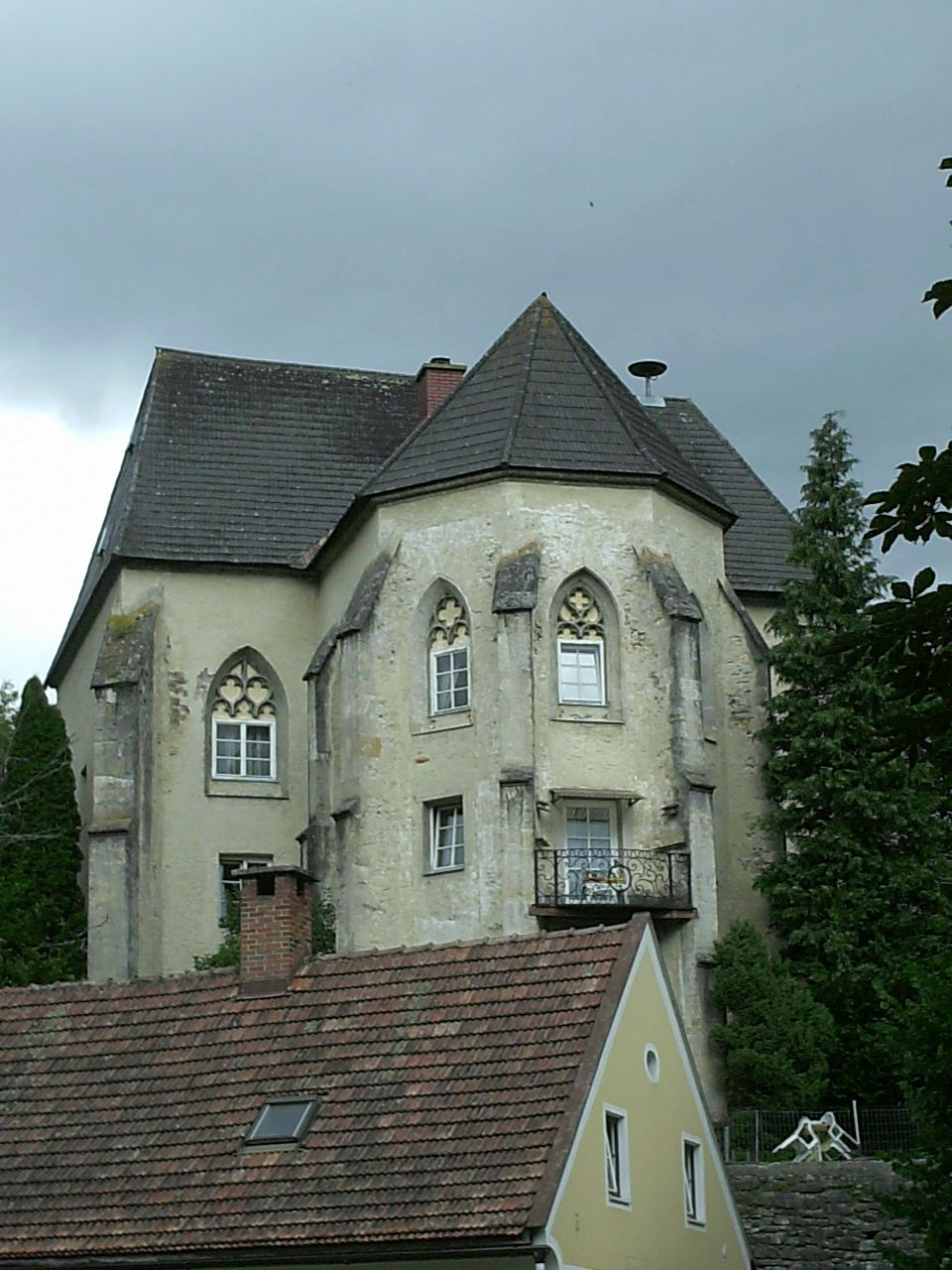
Wohnhaus, ehem. Kirche St. Anna, in Neuberg an der Mürz

Die Kirche St. Anna ist ein profaniertes Gotteshaus in der Marktgemeinde Neuberg an der Mürz im Bezirk Bruck-Mürzzuschlag in der Steiermark. Die im Kern gotische Kirche „hl. Anna“ wurde 1786 entwidmet und auf drei Geschoßen zu einem Wohnhaus umgebaut. Es steht unter Denkmalschutz (Listeneintrag).

## Geschichte
Dem heutigen Wohnhaus, der profanierten ehemaligen„Pfarrkirche St. Anna“, auch „Annenkapelle“ genannt, ging ein befestigter Burghof auf diesem Felsen in der heutigen Hauptstraße 10 in Neuberg a. d. Mürz voraus. Dieses Denkmal stand im ursächlichen Zusammenhang mit der Stiftsgründung in Neuberg durch die Zisterzienser, und es ermöglichte die Gründung des Stiftes Neuberg mit dem nachfolgenden Bau des Neuberger Münsters.

### Burganlage
Pickl schreibt, dass diese ehemalige kleine Burganlage, gelegen auf felsiger Anhöhe über dem Stift Neuberg, seit 1314 von Ritter Wernhard aus dem Berg (ursprgl. Wernhard in dem Perg) und seiner Familie bewohnt wurde. Es gibt zwar – nicht unüblich für das 14. Jahrhundert – keine verlässlichen Dokumente oder Bildbelege über die tatsächliche Form dieses befestigten Burghofes, doch vermutlich stand ein für die damalige Zeit typischer Wehrturm oder Burgfried auf dem Felsen, umgeben von kleinen Anbauten, dem Meierhof im Nordwesten, und diente den Bewohnern als befestigter Wohnsitz. Der nordwestlich am Fuß des Felsens befindliche Ortsteil trägt auch heute noch die Bezeichnung „Maierhof“.
Ebner beschreibt, wie Herzog Otto von Österreich, auch als Otto der Fröhliche bekannt, dieses Gut des Ritters Wernhard um den für damalige Verhältnisse untypisch hohen Betrag von 860 Pfund Wiener Pfennige erwarb, um es in weiterer Folge der Kirche zu vermachen, konkret der Zisterze Neuberg. Dies tat er vermutlich zum einen aus Dank für die Geburt seines Sohnes, zum anderen als evtl. Wiedergutmachung des Umstandes, dass dieser Nachwuchs mit seiner Cousine, also einer Blutsverwandten, gezeugt wurde.
Im 15. Jahrhundert wurde auf dieser Burganlage, bzw. auf/mit den verbleibenden Trümmern derselben, unter Abt Sigismund Gartner um 1420 die Annenkapelle erbaut.
Baravalle verweist darauf, dass es sich um eine ehemalige Burgstelle gehandelt hat, konkret um einen sog. „Burgstall“, in dem Ritter Wernhard mit seiner Frau Breide wohnte. Als Burgstall wird allgemein eine abgekommene Burg oder Befestigungsanlage bezeichnet. Der Autor verweist weiter darauf, dass es sich um eine ehemalige Burgstelle gehandelt hat. der von einer Urkunde vom 2. Februar 1432 berichtet, in der die Annakapelle als „Cappeln Sand Annen gelegen auf dem Burckstall“ bezeichnet wird. Baravalle bezeichnet auch die abgekommene Burg als Stammsitz der Ritter von Berg (Perg).
Die Stiftung zugunsten der Annenkapelle erfolgte durch den Pfarrer von Mürzzuschlag, und dabei findet sich die eben erwähnte Bezeichnung „Capelln Sand Annen, gelegen auf dem Purckchstall ob dem Chloster“.
Der Grund für den Niedergang der Burg ist in der Gründung des Klosters Neuberg zu sehen. „Wernhard in dem Perg“ verkaufte als Adeliger Ministeriale seine Burg samt Herrschaft um 410 lbd am 6. Jänner 1333 an seinen Herrn, Herzog Otto von Österreich, der diese zur Dotation des von ihm gegründeten Zisterzienserklosters nutzte. In weiterer Folge löste der Herzog auch die übrigen Güter der „Perger“ in Neuberg ab. Die Burg dürfte in den nachfolgenden 100 Jahren verfallen und abgekommen sein, sodass man die Reste auf dem Felsen für die Errichtung der Annenkapelle nutzte.
Es war damals üblich, dass eine Burg/ein Schloss einer Kirche wich, oder aber sich die Doppelfunktion in Form einer Burgkapelle manifestierte. Ebenso wird beschrieben, dass die ehemalige Burg von Abt Sigismund zur Kapelle umgebaut bzw. um den Chor erweitert wurde.
Auch findet sich der Hinweis auf den ehemaligen Wehrbau, der dem Rittergeschlecht von Berg (Perg) zugewiesen wurde. Diese erhielten das Anwesen von den Stadteckern, die es wiederum zuvor von der Herrschaft Hohenwang verliehen bekommen hatten. Der Verkauf an Herzog Otto erfolgte am 6. Januar 1333.

### Burg
Das Denkmal wird von den Einheimischen die „Burg“ genannt. Familie Baumann-Kacvinska, die derzeitigen Besitzer, gingen im Rahmen der bauhistorische Untersuchung der Frage nach der „Burg“ in der eh. Pfarrkirche nach. Eine Nachfrage im steirischen Landesarchiv über etwaige Bildbelege aus dem Zeitraum 1314 bis Anfang 15. Jahrhundert, also vom Zeitpunkt der erstmaligen urkundlichen Erwähnung bis zum Aufbau der Kapelle blieb ergebnislos, wie es auch vielfach fehlende bzw. unrichtige Nachweise aus so lange zurückliegender Zeit gibt.

#### Für die ehemaligen Burgmauern relevante Indizien
- Maueraufbau der Wände

Markant ist der unterschiedliche Aufbau, die abweichende Struktur der westlichen Mauern, die nicht zur Apsis anschließen (U-Form, ca. 90 cm stark), im Gegensatz zu den restlichen Mauern der Kapelle, welche wesentlich dünner sind und in Struktur und Aufbau stark abweichen (ca. 60 cm stark). Nicht nur die Stärke, auch die Anordnung der Steine lässt auf eine ältere Erstellung dieser Mauern schließen, ein Hinweis auf den vermuteten ehemaligen befestigten Turmteil der Burganlage.
- Pfeiler

Ein Pfeiler im Westen fällt durch seine Einzigartigkeit neben den restliche Pfeilern auf. Einerseits hat er keine Stützfunktion für den offensichtlich später erfolgten Aufbau des Dachgebälkes (das nicht auf diesem Pfeiler aufliegt). Dies erkennt man ebenfalls gut im Dachgeschoß. Weiters besteht sein Aufbau im Erdgeschoß aus den für damalige Wehrbauten typischen Eckquadern.
- Ausrichtung

Der Grundriss zeigt, dass die westlichen Grundmauern deutlich stärker als die östlichen, im Bereich der Apsis, sind (90 cm gegenüber 60 cm). Die Bauform ist zwar ähnlich der benachbarten Grünangerkirche, jedoch ist der Grundriss stark abweichend zu derselben, und vor allem fällt der massige Westteil auf, der bei der Grünangerkirche schlanker und dünnwändiger ist. Auch ist die Ausrichtung nicht identisch mit der Grünangerkirche, die Apsis weist nicht die genaue Ausrichtung Richtung nach Osten auf. Ob dies aufgrund der Mitverwendung von bestehenden älteren Wänden des Burghofes oder aufgrund der Platzverhältnisse am Felsen so ist, bleibt offen.

#### Gegen die ehemaligen Burgmauern relevante Indizien
- Bei den Ecken der westlichen Mauern sind Verzahnungen mit den Wänden der Kapelle vorhanden, was wiederum auf einen gleichzeitigen, womöglich späteren Aufbau schließen lässt. Allerdings könnte dies auch daher rühren, dass die ursprünglichen Burgmauern zum Teil schon zerfallen waren, z. B. an den Rändern, und man bei den Ecken die neueren Wände der Kapelle mit einer Verzahnung neu anbaute.

Man kann davon ausgehen, dass ursprüngliche Steine des Burghofes für den Kapellenumbau mit verwendet wurden.
Eine definitive Zuordnung der Burgmauern bzw. Teile derselben zum ehemaligen Wehrturm bzw. befestigten Burghof würde aufgrund der notwendigen archäologischen Grabungen und großflächigen Abtragung des gotischen Putzes und der vielfach notwendigen zusätzlichen Sondierungen dem Gebäude zu großen Schaden zufügen und wurde daher nach Absprache mit dem BDA nicht durchgeführt.
Eine lückenlose und detaillierte Erforschung der ehem. Burg-Teile in der aufgebauten Annakapelle hätte auch den Rahmen dieser bauhistorischen Untersuchung gesprengt, deren vorrangiges Ziel es ist, die adäquate Erhaltung und Sanierung des Gebäudes zu ermöglichen und bauhistorisch wertvolle Bestandteile des Gebäudes nicht durch Erhaltungs- und Sanierungsarbeiten zu beschädigen.
Zum Schutze des Denkmales (Abtragen des gesamten gotischen Putzes wäre wie oben beschrieben notwendig) lässt sich die konkrete Zuordnung der ursprünglichen Burgmauern nicht eindeutig zuordnen. Das Ende der Zeit als Pfarrkirche wird zum Ende des 15. Jahrhunderts erwähnt.
Um 1570 zeigt sich die Annenkapelle mit einem kleinen Turm am Dach. Dies wurde u. a. in der Darstellung einer „Tafel“, die das Wappen Abt Kaspars des II. und die Jahreszahl 1569 trägt, festgehalten.
Der 1314 erstmals urkundlich erwähnte befestigte Burghof wurde zu Beginn des 15. Jahrhunderts in die Pfarrkirche hl. Anna umgebaut. Gegen Ende der Gotik, zu Beginn der Renaissance, erfolgte im nordwestlichen Bereich des Gebäudes ein späterer Zubau, wobei in diesem Bereich auch vermutlich ältere Mauerteile, die auf einen möglichen Wehrturm hinweisen, zu erkennen sind.
Bei der Profanierung im Jahre 1786 wurde das Objekt in drei Etagen unterteilt. So entstand ein Wohnhaus. 2017 wurde das Gebäude von der Familie Baumann-Kacvinska erworben und saniert.

## Architektur

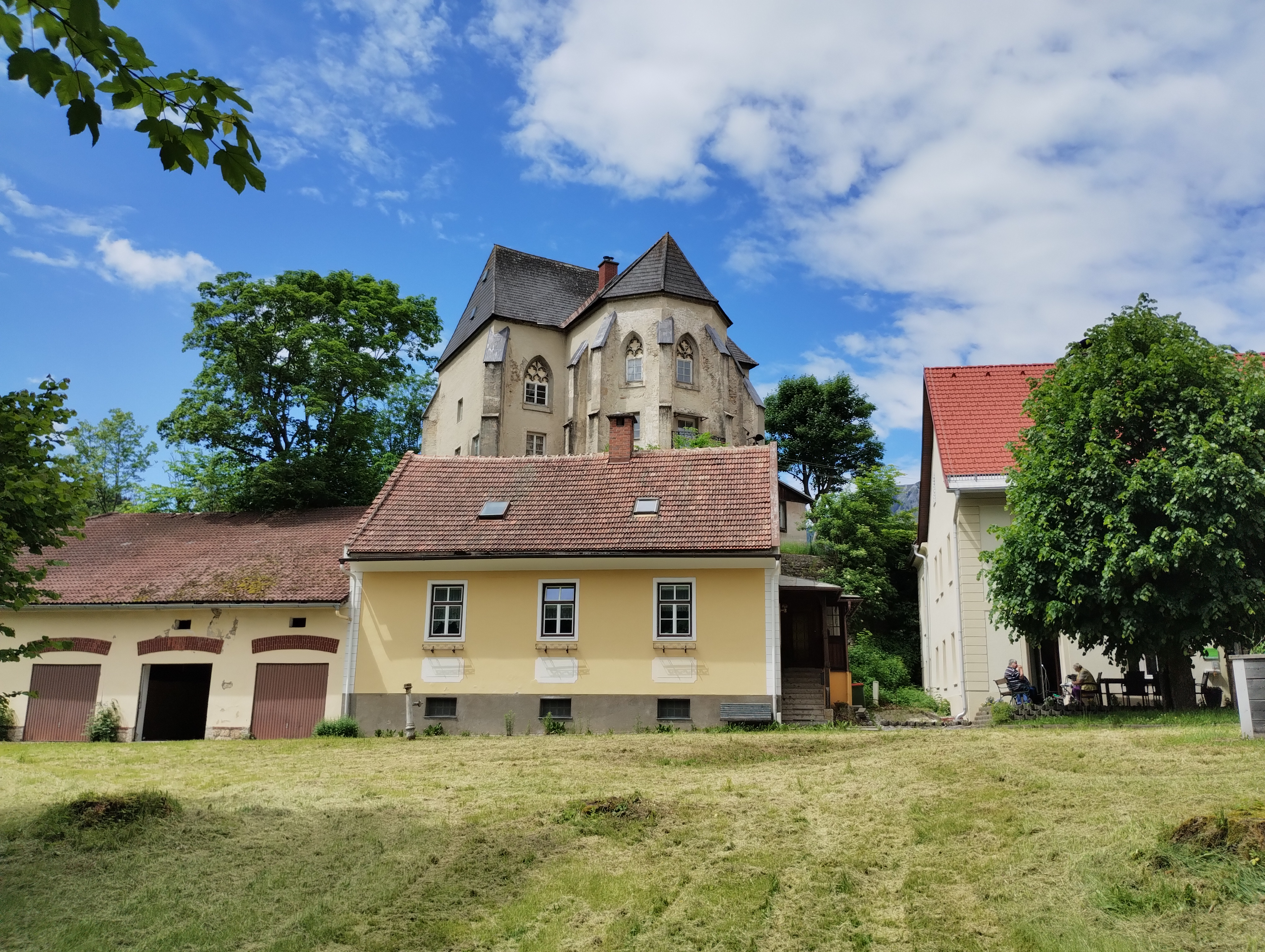
Ehem. Kirche St. Anna, in Neuberg an der Mürz

Die Kirche steht auf einem kleinen Hügel. Der gotische Kirchenbau mit abgetreppten Strebepfeilern hat einen zweijochigen sternrippengewölbten Chor mit einem Fünfachtelschluss und ein kreuzrippengewölbtes Querschiff und kein Langhaus. Die Kirche diente bis ins Ende des 15. Jahrhunderts als Pfarrkirche.